# Сакала (историческая область)

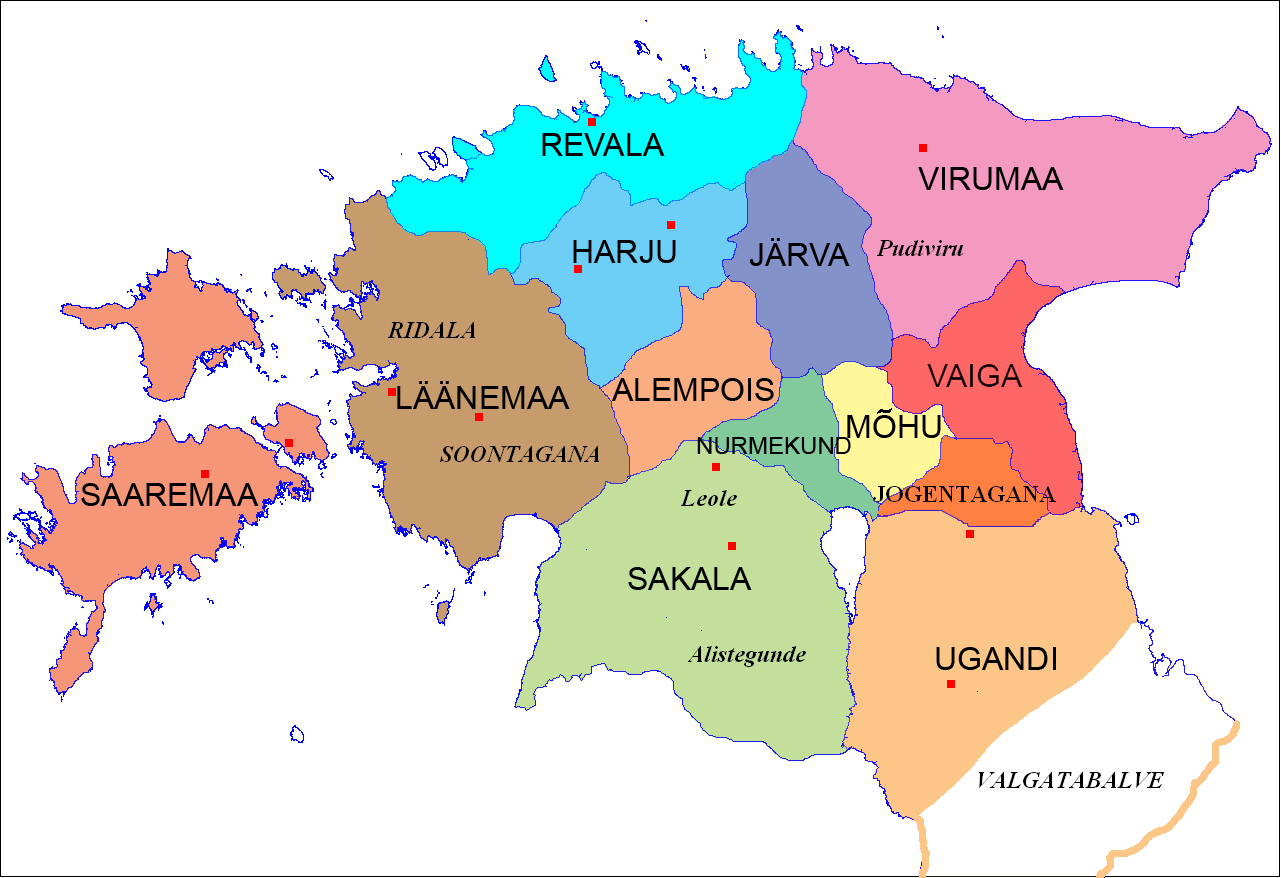
Земли эстов

Са́кала (эст. Sakala, лат. Saccalia, латыш. Sakala) — одна из восьми исторических областей (маакондов)
 в центре южной части современной Эстонии. Располагалась в северо-западной Ливонии. Примерно соответствовала территориям современного уезда Вильяндимаа, южной части уезда Пярнумаа и западной трети уезда Валгамаа.

## История
Первое письменное упоминание о Сакала встречаем в «Хронике Ливонии» Генриха Латвийского (лат. Saccalia (начало XIII века).
Земля находилась под управлением Киевской Руси до 1061 года, когда, согласно хроникам, город Юрьев был сожжён ссолами — представителями эстонских племён сакаласцев или сааремасцев.
При начале германской колонизации Прибалтики крестоносцы умело использовали распри между местными племенами, чтобы обескровить их, а затем подчинить и обратить в свою веру. Области Уганди и Сакала граничили с землями латгалов — Талавским княжеством и Очелой. Осенью 1208 года объединенное войско меченосцев и латгалов вторглось в Уганди и сожгло замок Оденпя. Эсты (из Уганди и Сакалы) в ответ разорили окрестности Трикаты и осадили резиденцию талавского князя Таливалдиса Беверин.
Латгальские князья Руссин и Варидот ответили сокрушительным военным походом в Сакалу, застигнутую врасплох. В «Хронике Ливонии» это описывается так:

«Тут везде по деревням они нашли в домах и мужчин и женщин с детьми и убивали всех с утра до вечера, и женщин и малых детей; убили триста лучших людей и старейшин области саккалъской, не говоря о бесчисленном множестве других, так что наконец от усталости и этой массы убийств у них отнялись руки. Залив все деревни кровью множества язычников, они на следующий день пошли назад, собирая везде по деревням много добычи, уводя с собой много крупного и мелкого скота и массу девушек, которых единственно и щадят войска в тех странах».
Походы латгалов на Уганди, Сакалу и Зонтагану продолжались до 1211 года, пока все охваченные войной области не накрыла эпидемия чумы. Заключённый во время неё мир не принес выигрыша ни одной из сторон, однако положение латгалов стало шатким, заставив их князя Руссина искать союза с немецкими рыцарями.
Особенно кровавый след был оставлен в 1215 году, когда рыцари при участии леттов, волна за волной, предприняли 9 опустошительных набегов в Уганди (Унгавнии), практически полностью вырезав её население:

И прошли они в Унгавнию и грабили её… захватывали тех, кто возвращался из лесу на поля и в деревни за пищей; одних сжигали на огне, других кололи мечом; они истязали людей разными пытками до тех пор, пока те, наконец, не открыли им, где спрятаны деньги, пока не привели во все свои убежища в лесах, пока не предали в их руки женщин и детей.
Но и тогда ещё не смягчились души леттов: захватив деньги и всё имущество, женщин и детей до последнего человека и всё, что ещё оставалось, они прошли по всем областям… не щадя никого…
И снова собрались вместе Бертольд Венденский со своими и Теодерих, брат епископа, с рыцарями и слугами, и сыновья Талибальда со своими леттами; отправились с войском в Унгавнию, захватили эстов, уцелевших ранее от леттов, и перебили их; деревни, какие ещё оставались, сожгли и всё, что прежде было недоделано, тщательно закончили.
Они обошли кругом все области, …сжигая деревни и убивая мужчин; захватили женщин и детей и, нанеся вред, какой могли… вернувшись, тут же отрядили других, чтобы снова идти в Унгавнию и нанести такой же вред, а когда те возвратились, были посланы третьи, и не прекращали летты нападений, не давая покоя эстам в Унгавнии.
 
Не имели покоя и сами они, пока в то же лето девятью отрядами окончательно не разорили ту область, обратив её в пустыню, так что уж ни людей, ни съестного в ней не осталось.— Генрих Латвийский. Хроники Ливонии
Этот геноцид привёл в ужас население Саккала, которые не раз ходили до этого вместе со своими соседями в походы. На этот устрашающий эффект и рассчитывал епископ Альберт: «Жители Саккалы, услышав обо всех бедствиях, испытанных Унгавнией, и боясь, как бы и с ними не случилось то же, послали и сами просить, чтобы к ним были отправлены священники и они, крестившись всей областью, могли бы стать друзьями христианам». После этого довольный епископ послал двух священников — Петра Какувальдэ из Винландии и Отто из рыцарского ордена — которые «направились в Саккалу и совершили крещение там повсюду до Палы…».
В результате Ливонского крестового похода земля Сакала вошла в состав Ливонской конфедерации.

## Известные уроженцы
- Яан Юнкур (1887–1942), эстонский военный офицер, полковник.